# Julija Sviridenko
Julija Anatolijivna Sviridenko (ukrajinsko Юлія Анатоліївна Свириденко) ukrajinska političarka, * 25. december 1985, Černigov.
Od 17. julija 2025 je 19. predsednica vlade Ukrajine. Pred tem je bila od 4. novembra 2021 prva podpredsednica vlade ter ministrica za gospodarski razvoj in trgovino. Na mesto premierke jo je v okviru rekonstrukcije vlade, ki jo je v četrtem letu ruske invazije predlagal predsednik Volodimir Zelenski, na mestu predsednika vlade zamenjala Denisa Šmigala.

## Izobraževanje
Leta 2008 je diplomirala na Kijevski nacionalni univerzi za trgovino in ekonomijo z diplomo iz protimonopolnega managementa.

## Kariera
Svojo kariero je začela leta 2008 kot ekonomistka v ukrajinsko-andorskem podjetju JSC "AMP". Leta 2011 je postala stalna predstavnica Černigova v mestu Vuši, edinem predstavništvu ukrajinskega mesta na Kitajskem. Leta 2015 je začela delati kot vodja oddelka za gospodarski razvoj Černigovske oblasti. Od 30. julija do 28. novembra 2018 je bila vršilka dolžnosti guvernerke (vodje regionalne državne uprave) Černigovske oblasti.
Ukrajinski predsednik Volodimir Zelenski je 5. maja 2020 Sviridenkovo imenoval za predstavnico Ukrajine v podskupini za socialna in gospodarska vprašanja Tristranske kontaktne skupine za Ukrajino. 22. decembra 2020 jo je imenoval tudi za namestnico vodje predsedniškega urada.
Vrhovna rada (ukrajinski parlament) je 4. novembra 2021 Julijo Sviridenko imenovala za prvo podpredsednico vlade in ministrico za gospodarski razvoj in trgovino. Za njeno imenovanje je glasovalo 256 poslancev. Avgusta 2022 jo je vlada pooblastila za vodenje Medresorske delovne skupine za izvajanje politike državnih sankcij. Z drugimi državami se je pogajala o okrepitvi sankcij proti Rusiji, zlasti s predstavniki Združenega kraljestva.

### Predsednica vlade
Zelenski je 14. julija 2025 napovedal rekonstrukcijo vlade in za predsednico vlade imenoval Sviridenkovo. Kot je takrat pojasnil, je želel s tem poživiti državno gospodarstvo in domačo proizvodnjo orožja. Rekonstrukcija je namreč potekala v četrtem letu ruske invazije na Ukrajino. Na premierski položaj je Vrhovna rada Julijo Sviridenko uradno potrdila 17. julija.

## Nagrade
Julija Sviridenko je bila 13. septembra 2023 vključena na seznam TIME100 Next revije Time, kjer je bila opisana kot »simbol odpornosti ukrajinskega ljudstva« (v zvezi z rusko invazijo na Ukrajino).